# Jan Holinec
Jan Holinec (* 16. března 2000 Česká Lípa) je český fyzioterapeut a street workouter. V roce 2019 se stal mistrem České republiky těžké váhy ve freestylu.

## Studium
Maturitu získal v roce 2019 na Střední lesnické škole Šluknov v oboru bezpečnostně právní činnost a bakalářský titul získal v roce 2022 na Univerzitě Jana Evangelisty Purkyně v Ústí nad Labem (UJEP) v oboru fyzioterapie. Tématem jeho bakalářské práce byla „Inovativní tréninková intervence pro nápravu plochonoží“. Na UJEP v roce 2024 dostudoval magisterský studijní program organizace a rozvoj zdravotnických zařízení. Téma závěrečné práce znělo „Zřízení fyzioterapeutické ordinace na Českolipsku“. V tomtéž roce na Fakultě zdravotnických věd Univerzity Palackého v Olomouci úspěšně absolvoval rigorózní řízení v programu organizace a řízení ve zdravotnictví, a to s tématem „Finanční ohodnocení fyzioterapeutů v České republice“.

## Sport
Podle vlastního vyjádření jej ve věku 13 let přivedla teta k běhu, později začal posilovat. Od roku 2013 se věnuje kalistenice a street workoutu. Vyhrál celkem 8 zlatých medailí na českých street workoutových soutěžích, včetně té z mistrovství České republiky v těžké váhové kategorii nad 85 kg v roce 2019. Tím se kvalifikoval i na mistrovství světa pořádané Světovou federací street workoutu a kalisteniky v Moskvě, kde se s 12 body umístil na 51. příčce. Od roku 2018 je členem týmu Workout Mělník. Za týž rok jej okresní buňka České unie sportu nominovala v kategorii jednotlivců (a také jako člena týmu Workout Mělník v kolektivech) v anketě Nejúspěšnější sportovec Mělnicka.
V letech 2018–2022 psal o cvičení s vlastní váhou články na woblog.cz a streetworkout.cz. Od roku 2019 pomáhá budovat workoutová hřiště pro cvičení s vlastní váhou v Česku, a to i prostřednictvím projektu Workout do škol.

## Soutěžní úspěchy
Jan Holinec se úspěšně zúčastnil řady soutěží, od roku 2017 mimo jiné:
- Czech League Ústí nad Labem 2017, 3. místo
- RVL13 Pull Up Jam Mladá Boleslav 2017 (kategorie 75+ kg), 1. místo
- Freestyle Habartov 2018 (kategorie 75+ kg), 2. místo[15]
- SWG freestyle Brno 2018 (kategorie 75+ kg), 2. místo
- Workout Battle freestyle Karviná 2018 (kategorie 80+ kg), 1. místo
- Freestyle Opava 2018 (kategorie 75+ kg), 1. místo[15]
- King of Muscle Up Opava 2018, 1. místo
- EVLS freestyle 2018 (kategorie 75+ kg), 1. místo[15]
- MČR freestyle 2019 (kategorie 80+ kg), 1. místo
- Freestyle Habartov 2019 (kategorie 85+ kg), 1. místo
- Freestyle Žatec 2019 (kategorie 85+ kg), 1. místo